# Programa de Intercambio de Jóvenes de Rotary
El Programa de Intercambio de Jóvenes de Rotary, también conocido como (RYE) es el programa de intercambio de estudiantes de Rotary International para estudiantes de educación secundaria. Desde 1929, Rotary International ha enviado jóvenes de todas partes del mundo para conocer otras culturas. Actualmente, más de 9,000 estudiantes son patrocinados por clubes Rotarios cada año.

## El Programa
El Club Rotario de Copenhague, Dinamarca realizó el primer intercambio en el año de 1929. El programa de Intercambio de Jóvenes comenzó en Europa y se ha expandido a lo largo del mundo. Comúnmente, intercambistas son enviados a otros países por un periodo de un año, permitiéndoles experimentar con otras culturas y lenguajes (regularmente) diferentes a los de su país de origen. Los estudiantes por lo general conviven con varias familias anfitrionas durante su estancia y se espera que ayuden con las labores del hogar y también deben asistir a una escuela en su país anfitrión. El número de familias con las que conviven puede variar de 1 a 4 familias, pero por lo regular son 3.

### Los Rotarios
Los Rotarios que participan en el programa de Intercambio de Jóvenes son voluntarios. Muchos Rotarios están activamente involucrados con las labores del programa como son la selección de los estudiantes, formas de inmigración, organizar eventos para los intercambistas, proveer las familias anfitrionas y en general ayudar a los intercambistas. Cada uno de los intercambistas debe ser patrocinado por un Club Rotario y un Distrito de su país. La mayoría de los Distritos tienen un puesto de la división del programa de Intercambio de Jóvenes y algunos incluso un comité solo para este fin. Cada Club Rotario que recibe un intercambista debe proveerlo de un consejero quien se encargará de estar pendiente de las necesidades de los intercambistas. Algunos distritos son más activos que otros y cada año envían muchos estudiantes de intercambio, otros son menos activos y mandan menos.

### Eventos
Los eventos en los que participan los estudiantes de intercambio varían según en país y el distrito, generalmente los intercambistas tienen oportunidad de conocer diferentes lugares en el país anfitrión y algunas veces (en especial en los países europeos) de visitar otros países. La mayoría de los distritos organizan viajes para los intercambistas que reciben como ir de fin de semana a ciudades cercanas, viajes dentro del país que pueden durar varias semanas y muchos de los intercambistas en Europa tienen la oportunidad de participar en Eurotours. Sin embargo, como la mayoría de los programas de intercambio, el objetivo principal del programa de Intercambio de Jóvenes es el intercambio académico y cultural.

### Blazers
Actualmente, los estudiantes del programa de Intercambio de Jóvenes son fácilmente reconocibles por su Blazer. Generalmente el color del Blazer es azul marino pero también puede ser otro colores como verde obscuro, rojo, negro o café. El color del Blazer por lo general depende del país o la región a la que el estudiante pertenezca. Es tradición que los estudiantes cubran sus blazers de pines y otros adornos que han intercambiado con otros estudiantes o que han comprado en lugares que han visitado como prueba de su estancia en el extranjero. Generalmente los intercambistas llevan consigo una serie de pines con diseños regionales para intercambiar con otros estudiantes.
Colores usados típica mente por país:
- Alemania - Negro
- Argentina - Azul marino
- Australia - Verde
- Bélgica - Azul marino
- Bermuda - Negro
- Bolivia - Azul marino
- Brasil - Azul
- Canadá - Rojo/Negro/Azul
- Chile - Azul marino
- Colombia - Azul marino
- Dinamarca - Azul marino
- Ecuador - Azul marino
- Eslovaquia - Azul marino
- Estados Unidos - Azul marino
- Finlandia - Azul claro
- Francia - Azul marino/claro
- Hungría - Azul marino
- Japón - Azul marino
- Corea del Sur - Azul marino
- México - Azul marino/Verde/Rojo
- Holanda - Azul marino
- Noruega - Azul marino
- Nueva Zelanda - Negro
- Perú - Azul
- Sudáfrica - Verde
- Suecia - Azul marino
- Suiza - Tinto
- Taiwán - Azul marino
- Tailandia - Azul marino/Tinto
- Turquía - Negro
- Venezuela - Tinto
- Zimbabue - Negro

## Solicitud e Introducción

### Solicitud
El proceso de selección puede variar para cada distrito y país pero la mayoría de los estudiantes que desean participar comienzan por acudir a un Club Rotario cerca de su localidad. Generalmente los aplicantes son entrevistados por un miembro del club y si el Club decide apoyarlo, tendrá que seguir un largo proceso de trámites. La solicitud consiste de 12-15 páginas, al menos 4 copias exactas de todos los documentos y firmado con tinta azul. En la solicitud se pide información general, historial médico y dental, recomendaciones, calificaciones de los últimos 2 años y se pide contestar algunas preguntas personales.
Es probable que los aspirantes tengan que ser entrevistados de nuevo a nivel distrito antes de ser elegido. En algunos distritos se cuenta con pocos espacios y el proceso de selección puede ser más minucioso, en cambio en otros distritos hay más vacantes que aspirantes y es posible que todos los aspirantes sean elegidos si así lo desean.
Este programa es ideal para aquellos que buscan aprender otros idiomas, conocer una cultura diferente y ser un embajador de su país. Este programa está dirigido a estudiantes con iniciativa, amistosos y extrovertidos, cariñosos e inteligentes. Los intercambistas conviven con distintas familias mas no como huéspedes sino que se espera que se conviertan en miembros de la familia anfitriona.
Si el aspirante es aceptado en el programa, el comité del programa de Intercambio de Jóvenes le asignará un país a donde se enviará la información de su solicitud. El estudiante puede ser o no aceptado en el país de su primera opción, por lo que aquellos estudiantes que deseen ir a un país en particular quizás deban buscar otros programas de intercambio. El comité de selección tomará en cuenta varios aspectos al elegir los países anfitriones como son los países en los que el estudiante tiene interés, los idiomas que domina, el número de estudiantes que quieren ir a un país, y el país que los Rotarios consideren es el más apropiado para el estudiante. Otra forma por la cual los Rotarios deciden los destinos es por medio de un examen.
Después de que el distrito anfitrión recibe la información del estudiante, a este se le asignará un Club Rotario anfitrión, el cual preparará un número de familias anfitrionas y una escuela para el estudiante que recibirán. El Club Rotario anfitrión también se encargará de preparar los documentos necesariós para obtener una visa de estudiante.

### Orientación
Antes de ir al país anfitrión, la mayoría de los distritos organizan reuniones de orientación para los estudiantes de intercambio. Estas reuniones incluyen pláticas y actividades diseñadas para preparar a los estudiantes de intercambio. Algunos de los temas que se incluyen en estas son las reglas del programa, pláticas con estudiantes que han previamente realizado un intercambio e información sobre qué se debe hacer antes de salir del país. También los estudiantes deben aprender cómo hacer presentaciones sobre su país o región de origen, que generalmente tendrán después que mostrar a su Club Rotario anfitrión después de su entrada. Los intercambistas que se encuentren como invitados en el país pueden también tomar parte de estas reuniones.
Las reglas a seguir pueden varían ligeramete, pero las "Seis D's" ( Six D's) se aplican para todos los intercambistas sin importar su país de procedencia. Estas "Cuatro D's" son las cuatro reglas más importantes del Programa de Intercambio de Jóvenes:
- 1. No driving - No conducir
  2. No drinking - No ingerir bebidas alcohólicas
  3. No dating - No tener relaciones amorosas
  4. No drugs - No usar drogas
  5. No tatoos and piecings- No tatuajes y pírsines
  6. No piracy- No piratería

Si algún estudiante rompe cualquiera de estas reglas, puede ser expulsado del programa.
-Algunas otras reglas muy comunes son no fumar, no hacerse perforaciones ni tatuajes o no endeudarse.

## Terminología
Los estudiantes elegidos pero que aún no comienzan su intercambio son conocidos como "outbounds", aquellos que se encuentran en su país anfitrión se conocen como "inbounds", y los intercambistas que al terminar su intercambio regresan a su país de origen son llamados "rebounds" o "ROTEX" (REX en algunos países). También puede haber algunos que se les conoce como "yo-yo's": estudiantes que han estado dos veces en el programa. Debido a la llegada de muchos estudiantes del hemisferio sur en enero y del hemisferio norte en agosto, puede haber un grupo de estudiantes adelantados o atrasados medio año a comparación de los demás. A éstos se les refiere con los términos no oficiales 'oldies' y 'newbies', respectativamente. Esto puede ser útil para orientar a los recién llegados en su vida como estudiantes de intercambio.

## Enlaces
- Rotary International
- Programa de Intercambio de Jóvenes (enlace roto disponible en Internet Archive; véase el historial, la primera versión y la última).
- Solicitud para Intercambio de largo plazo
- Worldwide Rotary Club, Member & Project Directory
- Programa de Intercambio Distrito 4380 Venezuela Archivado el 12 de julio de 2015 en Wayback Machine.

- Datos: Q4385586